# Литтл, Алисия
Алисия Литтл (англ. Alicia Little) или миссис Арчибальд Литтл (англ. Mrs Archibald Little, урождённая Алисия Эллен Нив Бьюик (англ. Alicia Ellen Neve Bewicke); 1845, Мадейра — 31 июля 1926, Кенсингтон) — британская писательница и борец за права женщин, а позднее против бинтования ног в Китае.

## Биография
Алисия Эллен Нив Бьюик родилась на португальском острове Мадейра в 1845 году в семье Калверли и Амелии Джейн Бьюик. Её родители владели Холлатон-холлом в английском графстве Лестершире. Она выросла на Мадейре, но впоследствии вернулась в Англию, где успешно опубликовала свою первую серию книг. Она ездила за границу, но до 1886 года продолжала жить в Англии.
Она заявила о себе 1885 году, когда был опубликован её роман «Мама дорогая» (англ. Mother Darling), в котором она высветила плохую ситуацию с правами женщин в британском семейном праве. В то время мужчина мог не только лишить разведённую с ним жену не только «своей» собственности, но и доступа к общим детям. Положение изменилось в лучшую сторону с принятием в 1893 году Закона о собственности замужних женщин.
В 1887 году она вышла замуж за Арчибальда Джона Литтла и стала себя называть «миссис Арчибальд Литтл». Супруги переехали жить в китайский Чунцин, где Алисию считали чудачкой. Магистрат не разрешил им построить дом отдыха, опасаясь общественной реакции, и распорядился, чтобы они остановились в загородном доме в горах у реки Янцзы, так они избегали тяготы летней жары в городе. Пока они были там, их ограбили, и Литтл впоследствии рассказывала, как ей приходилось обходиться без зеркала, скатертей и даже времени — ведь их часы также были украдены. Оба супруга путешествовали по Китаю, хотя Алисия вынуждена была одеваться как мужчина, чтобы не привлекать лишнего внимания.
В 1893—1894 годах Литтл вела дневник, который готовила к публикации. В 1894 году она познакомилась с фотопечатником Кадзумасой Огавой, когда была в Японии. Дневник стал основой книги, которую Огава снабдил фотографиями, опубликованной под названием как «Мой дневник в китайской усадьбе» (англ. My Diary in a Chinese Farm). В ней описывалось её пребывание в загороднем доме у реки Янцзы.
Литтл прославилась также своей кампанией против обычая бинтования ног. С 1896 по 1906 год она была ведущим европейским агитатором против этой практики. В 1898 году она основала «Общество естественной стопы». В 1899 году Литтл опубликовала свою работу «Невидимый Китай» (англ. Intimate China), представлявшую собой 600-страничную книгу, богато иллюстрированную более чем 100 её фотографий. Книга охватывала самые разные темы, но бинтованию ног также было привлечено внимание. Литтл выступала с докладами в крупнейших городах Китая, Гонконге и Макао. На них она рассказывала о вреде бинтования ног, используя в качестве доказательств рентгеновские снимки деформированных стоп и цитаты Конфуция. Литтл описывала тяжёлые последствия этой практики, когда детям ломали ступни и пальцы на ногах, чтобы помешать их нормальному росту, что женщинам со связанными ногами приходилось работать в поле на коленях, потому что они не могли стоять. Она рассказывала, что женщины убивали себя во время войн, потому что знали, что с искалеченными ступнями не смогут убежать от опасности.
Её книга 1902 года «Прочь в Китай» (англ. Out in China) была оценена современниками как «политический памфлет», в котором рассказывается о женщине, отправленной из Британии в Китай, где она должна выйти замуж
В 1908 году скончался муж Алисию, и ей потребовалось время, чтобы завершить публикацию его книги, которая вышла в 1910 году и была одной из первых на английском языке, описывавшей провинцию Юньнань.
Литтл умерла в Кенсингтоне.

## Избранные публикации
- Flirts and Flirts: or, A Season at Ryde (1868)
- One Foot on Shore: A Novel (1869)
- Love me for my Love (1869)
- Last of the Jerninghames (1873)
- Lonely Carlotta: «a crimson bud of a rose» (1874)
- Onwards! But Whither?: A Life Study (1875)
- Margery Travers (1878)
- Miss Standish, and By the Bay of Naples (1883)
- Mother Darling (1885)
- A Marriage in China (1896)
- My Diary in a Chinese Farm (1896)[4]
- Intimate China (1899)[6]
- Li Hung-Chang: His Life and Times (1903)
- Across Yunnan: A Journey of Surprises (1908)